# Paradosso Downs-Thomson
Il paradosso Downs-Thomson, anche noto come paradosso di Pigou-Knight-Downs, sostiene che la velocità di equilibrio del traffico automobilistico in una rete stradale è determinata dalla velocità media "porta a porta" di un viaggio equivalente con un mezzo pubblico.  
Da ciò deriva che un aumento della capacità di trasporto di una rete stradale può determinare un peggioramento della congestione stradale in quanto la minore domanda di trasporto pubblico determina un deterioramento degli investimenti nel trasporto pubblico da parte del gestore attraverso una riduzione della frequenza del servizio ovvero un aumento delle tariffe per coprire i costi fissi. Ciò determina un'ulteriore riduzione della domanda di trasporto pubblico verso quello privato. Questo processo continua fino a quando il congestionamento della rete stradale è tale da non presentare vantaggi rispetto al mezzo pubblico nel frattempo peggiorato in termini di mobilità, con il risultato di un peggioramento sia del servizio pubblico sia del trasporto privato su strada. 
L'implicazione per la pianificazione di nuove strade è che l'espansione di una rete stradale come rimedio per problemi di congestione del traffico non solo è inefficace, ma spesso è controproducente. Il paradosso è molto simile alla posizione di Lewis-Mogridge, documentata da Martin Mogridge nel suo studio sul sistema di trasporto londinese nel suo libro Travel in towns: jam yesterday, jam today and jam tomorrow?
Già un articolo del matematico Dietrich Braess del 1968 aveva evidenziato l'esistenza di un risultato controintuitivo nel caso di reti, e noto anche come paradosso di Braess, secondo il quale l'aumento della capacità di una rete quando le entità mobili autonomamente ed egoisticamente scelgono il proprio percorso può in alcuni casi ridurre la velocità media complessiva. 
Questo paradosso ha ricevuto recente interesse per le potenziali implicazioni nelle reti di computer, in cui l'aumento della dimensione di una rete telematica, con utenti con comportamento razionale, indipendente, decentralizzato e individualistico nella scelta dei percorsi, può determinare un deterioramento delle prestazioni del network.  
Questa è una estensione della teoria del traffico indotto e compatibile con la teoria della  "tripla convergenza" di Anthony Downs per spiegare la difficoltà nel rimuovere la congestione autostradale nelle ore di punta. Infatti, in risposta all'aumento di capacità tre effetti immediati si verificano: gli automobilisti che usavano itinerari alternativi iniziano a usare l'autostrada potenziata; coloro che cercavano di utilizzare l'autostrada in ore diverse da quelle di punta si spostano gradualmente verso l'ora di punta; coloro che utilizzavano i mezzi pubblici sono incentivati ad abbandonare il mezzo pubblico per quello privato. 

## Limiti
Secondo Anthony Downs la relazione tra la velocità media del trasporto pubblico e di quello privato esiste solo in aree urbane in cui la maggioranza dei pendolari usa mezzi pubblici separati dal sistema stradale per le auto da un sistema di rotaie o da cordoli, o in quanto godono di un diritto di precedenza rispetto alle auto (ad esempio, metro e tram). Raggiunto l'equilibro, durante l'ora di punta, tra velocità del trasporto pubblico in metropolitana e trasporto su strada con mezzo privato, allora il tempo necessario per ogni spostamento è pressoché simile e quindi un soggetto razionale è indifferente, a parità di costi, tra le due modalità di trasporto.